# Marvel Ultimate Alliance 3: The Black Order
Marvel Ultimate Alliance 3: The Black Order es un videojuego de rol de acción de 2019 desarrollado por el Team Ninja de Koei Tecmo y publicado por Nintendo para Nintendo Switch. Es la tercera entrega de la serie Marvel: Ultimate Alliance, después de Marvel: Ultimate Alliance de 2006 y Marvel: Ultimate Alliance 2 de 2009, y la primera El juego Ultimate Alliance producido sin la participación del editor anterior Activision, cuya licencia para publicar juegos Marvel expiró en 2016. El juego sigue a un nuevo equipo de superhéroes que se unen para salva al universo de Thanos y la Orden Negra del mismo nombre, quienes han lanzado una campaña para encontrar las seis Piedras del Infinito.
Tras su lanzamiento, el juego recibió críticas mixtas de los críticos, quienes generalmente encontraron divertido el juego y la historia, pero se sintieron decepcionados de que el juego no mejorara mucho con respecto a sus predecesores. Hasta diciembre de 2019, Ultimate Alliance 3 ha vendido más de 1 millón de copias en todo el mundo.

## Jugabilidad
Al igual que las dos entradas anteriores, la jugabilidad recuerda a un juego de exploración de mazmorras de arriba hacia abajo con énfasis en el juego cooperativo. Hasta cuatro jugadores pueden jugar el juego de forma cooperativa localmente, ya sea en la misma pantalla con un solo sistema Nintendo Switch acoplado o desacoplado con hasta cuatro sistemas, o en línea con amigos o en salas de jugadores aleatorias. Los jugadores eligen cuatro personajes de varios equipos de Marvel para atravesar etapas lineales, luchar contra enemigos y derrotar a los jefes. Ciertos beneficios pasivos se adquieren con combinaciones de personajes particulares. Los controles de cada personaje son fundamentalmente idénticos; cada uno tiene salto, ataque ligero, ataque pesado, esquivar, bloquear y cuatro habilidades especiales. Las habilidades especiales se pueden sincronizar con los otros tres miembros para aumentar la sinergia, con un ataque especialmente poderoso desatado si los cuatro miembros del grupo se sincronizan simultáneamente. El sistema de combate en sí, como lo demuestran los ataques normales de los personajes y sus propiedades de daño, así como la falta de agarre normal universal, es similar a la serie "Warriors" de Koei Tecmo. Los personajes adicionales, incluidos aquellos que son contenidos descargables, se desbloquean mediante la progresión de la historia o los desafíos opcionales.
La progresión del personaje se maneja de manera similar a los juegos de rol de acción tradicionales, con los miembros del grupo subiendo de nivel al derrotar a enemigos y jefes. Además de los aumentos de estadísticas, los beneficios pasivos se pueden adjuntar a los personajes al equipar cristales ISO-8. Sin embargo, después de la última actualización, el ISO-8 no puede ser equipado por una variante jugable alternativa de Thanos, que está bloqueado para equipar las Infinity Stones de forma predeterminada. También está presente un árbol de habilidades en expansión, que permite a los personajes obtener aumentos permanentes de estadísticas al adquirir y gastar dinero en el juego.

## Sinopsis
La trama de Marvel Ultimate Alliance 3: The Black Order es una historia original escrita específicamente para el juego y no tiene en cuenta las historias y la continuidad de los dos primeros juegos de la serie.
Si bien se inspira en proyectos de Marvel lanzados recientemente como Avengers: Infinity War y Avengers: Endgame, ambos inspirados en la historia de 1991 The Infinity Gauntlet, la historia fue escrita para reflejar su elenco más amplio de personajes y para diferenciarse del Marvel Cinematic Universe, los cómics y otras versiones populares. Además, el juego se inspira en varias historias de Marvel Comics como la serie de 2008 Guardianes de la Galaxia, Spider-Verse, Nuevos Vengadores, la serie Defenders de 2017, Shadowland , Avengers: Ultron Unlimited, X-Men, Avengers/Defenders War, Inhumans , Ta-Nehisi Coates's Black Panther, Uncanny Avengers, The Infinity Gauntlet, Illuminati' ', Avengers Assemble, Infinity, Doctor Strange: Damnation, X-Men: La Saga del Fénix Oscura, y Los Cuatro Fantásticos de Jack Kirby.

### Trama
El titán loco Thanos y su Black Order—Corvus Glaive, Proxima Midnight, Ebony Maw, Cull Obsidian, y Supergiant: intenta reunir las seis Gemas del Infinito para lograr la conquista galáctica. Originalmente protegidos por Nebula y Ronan el Acusador, los Guardianes de la Galaxia se topan con su intento de esconderlos del grupo. y terminan alertando accidentalmente a la Orden de su presencia. Desesperado, Star-Lord usa la piedra del espacio para dispersar las otras piedras en la Tierra y ponerlos a él y a su equipo a salvo. Cuando S.H.I.E.L.D. detecta su presencia, Nick Fury, Jr. une a los Guardianes y a los héroes de la Tierra para encontrarlos. Juntos son capaces de recuperar la Gema del Tiempo de los Seis Siniestros liderados por Green Goblin durante una fuga en La Balsa; la Piedra de la Mente de Ultron cuando asalta la Torre de los Vengadores; la Power Stone del Hellfire Club y luego nuevamente de la Hermandad de Mutantes, quienes la robaron brevemente durante un ataque de Centinelas organizado por Ultrón en el Profesor X Instituto para Jóvenes Dotados; la Piedra de la Realidad de Dormammu en la Dimensión Oscura; y la piedra del alma de A.I.M., dirigidos por MODOK, cuando Winter Soldier aseguran brevemente la piedra y logran escapar a Wakanda para refuerzos. En el camino, ayudan a los Defenders a recuperar un cristal ISO-8 de Kingpin y se enfrentan a la Mano en Shadowland; detener un intento de golpe de Estado por parte de Maximus the Mad en la ciudad de Inhuman de Attilan; y formar alianzas incómodas con Venom, la Hermandad, Loki, y el hijo ilegítimo de Thanos Thane. Los héroes también descubren que los cristales ISO-8 tienen energías similares a las de las Gemas del Infinito, pero se pueden usar de manera segura contra las poderosas amenazas que usan las gemas, ya sea que estas últimas usen las gemas o los cristales, o no.
Cuando la Orden Negra los encuentra en Wakanda, Thane se entrega a sí mismo y a las Gemas del Infinito para garantizar la seguridad de los héroes, pero Proxima Midnight, no obstante, los teletransporta a Asgard, donde se enfrentan a Hela y Surtur, así como HYDRA, liderados por Red Skull, derrotándolos con la ayuda de la Valkyrie, Odin y Loki. Odín luego transporta a los héroes a Knowhere donde la Orden Negra y los Nova Corps están librando una guerra. Los héroes luchan contra la Orden Negra y logran recuperar la mayoría de las Piedras, pero mientras se preparan para enfrentarse por última vez, Thane los detiene usando la Piedra del Tiempo. Mientras Thane está distraído tratando de elegir un bando, Thanos lo ataca por la espalda y coloca las Gemas del Infinito en su Infinity Gauntlet, transportando a todos a su trono para una batalla final. Sin embargo, Thane, ahora completamente corrompido por el poder de las piedras, toma el Guantelete y usa el poder de las Gemas del Infinito para ponerse la Armadura del Infinito, planeando matar a su padre para demostrar su superioridad y a los héroes si se interponen en su camino.
El grupo es transportado al Corazón del Infinito, donde se forjaron las Gemas del Infinito en el centro del universo, y los héroes ayudan a Thanos a detener al descontrolado Thane. Thanos revela que el poder de la Armadura del Infinito es demasiado grande para cualquier ser mortal, incluso para el mismo Thanos, y le arranca el guantelete a Thane, haciendo que ambos desaparezcan y dejando atrás a los héroes y las Piedras del Infinito. Ebony Maw luego intenta tomar las Infinity Stones para sí mismo, pero es arrestado por Richard Rider y Nova Corps, ya que Rider planea encarcelarlo a él y al resto de la Orden Negra en el Kyln. Los héroes afirman que estarán listos en caso de que Thanos regrese alguna vez y acuerden separar las Infinity Stones, escondiéndolas en rincones distantes del universo para su custodia.
En una escena posterior a los créditos, se ven un par de ojos sobre el Corazón del Infinito.

#### Black Order Expansion Pass
En algún momento después de las desapariciones de Thanos y Thane, Doctor Doom ataca a Wakanda, buscando la Piedra del Alma en posesión de Black Panther. Todos los héroes se reúnen para detenerlo, pero Doom los transporta a la Zona negativa para que pueda continuar con sus planes sin obstáculos. Los héroes se ven abrumados por los Insectoides nativos de la Zona Negativa, pero son rescatados por los Cuatro Fantásticos, que habían estado atrapados durante mucho tiempo en la Zona Negativa mientras perseguían a Doom a través de las dimensiones antes de que ocurriera la guerra de los héroes contra Thanos. Los cuatro se unen a los héroes para encontrar a Annihilus, el gobernante de la Zona Negativa, y derrotarlo, obteniendo su Vara de Control Cósmico y usándola para abrir una puerta de puente interdimensional para escapar.
Los héroes emergen de la puerta en Latveria y descubren que muchas de sus personas han sido absorbidas por la Piedra del Alma. Se dirigen al Castle Doom, donde Doom revela que está usando las almas de su gente para resucitar a un Celestial. Los héroes derrotan al Celestial, pero Doom usa el poder cósmico de la Piedra del Alma para transformarse en Dios Emperador Doom. Los héroes finalmente triunfan sobre Doom, liberando las almas de los ciudadanos de Latverian y reviviéndolos. Posteriormente, Mister Fantastic revela que los planes de Doom estaban destinados a proteger el universo de entidades desconocidas despertadas por el choque de Thanos y Thane, y los héroes, incluido Doom, se preparan para unir fuerzas una vez más contra esta nueva amenaza.

### Personajes jugables
El juego presenta una lista base de 36 personajes jugables, incluidos miembros de varios equipos de superhéroes como Los Vengadores, los Guardianes de la Galaxia, los Web Warriors, y muchos otros. Catorce personajes adicionales de Marvel Knights, X-Men y Fantastic Four, siendo el decimocuarto un personaje oculto que se presentan como pagados contenido descargable a través del pase de expansión posterior al lanzamiento. También se agregaron dos personajes adicionales de X-Men a través de actualizaciones gratuitas. Casi todos los personajes jugables, incluido uno de los contenidos descargables, solo se pueden desbloquear a través de los desafíos específicos del juego, en lugar de a través de las progresiones de la historia.

## Desarrollo
El juego fue revelado en The Game Awards 2018. El juego fue lanzado el 19 de julio de 2019. Se anunció un pase de expansión para el juego en E3 2019 que reveló planes para contenido adicional, incluidas misiones de historia, modos y personajes de Marvel Knights, X-Men y Fantastic Four.  a partir del otoño de 2019. En la San Diego Comic Con 2019, Marvel anunció que se agregarían al juego personajes adicionales Colossus y Cyclops de X-Men a través de una actualización gratuita, que se lanzó el 30 de agosto de 2019 y reveló los cuatro personajes que vienen en el paquete DLC Marvel Knights, "Curse of the Vampire", que se lanzó el 30 de septiembre de 2019. El contenido de X-Men El paquete DLC, "Rise of the Phoenix", se detalló en The Game Awards 2019 y se anunció que se lanzará el 23 de diciembre de 2019. El paquete DLC Fantastic Four, " Shadow of Doom", que incluye una nueva historia ambientada después de la campaña principal, se lanzó el 26 de marzo de 2020.

## Recepción
Marvel Ultimate Alliance 3: The Black Order recibió un puntaje promedio de 73/100 del agregador de reseñas Metacritic, lo que indica una recepción mixta o promedia. Tom Marks de IGN llamó al juego "un placer para jugar solo y con amigos por igual" en su reseña. Chris Carter de Destructoid dijo: "Hay mucho margen de mejora, pero me divertí jugando Marvel Ultimate Alliance 3: The Black Order". El editor ejecutivo de Game Informer, Andrew Reiner, señaló que el juego tuvo momentos agradables, pero también momentos en los que "todo se desmorona", otorgando al juego una calificación de 7/10. El escritor de Nintendo Life, Dom Reseigh-Lincoln, mencionó que el juego era divertido, sin embargo, también afirmó que "no hace nada particularmente nuevo o sobresaliente", lo que le otorgó una puntuación "Excelente" de 8/10. Jacob Krol de CNN calificó el juego como "una experiencia placentera en todos los sentidos con pocos contratiempos".
Fue el sexto juego más vendido durante su primera semana a la venta en Japón, con 9,424 copias vendidas. En agosto de 2019, the NPD Group compartió los juegos más vendidos en los Estados Unidos durante julio de 2019 y el juego ocupó el cuarto lugar en el ranking, detrás de Super Mario Maker 2, Fire Emblem: Three Houses y Madden NFL 20. Para diciembre de 2019, el juego había vendido 1.02 millones de copias en todo el mundo. Hasta diciembre de 2021, el juego ha vendido 1.50 millones de copias.